# Lester Bird

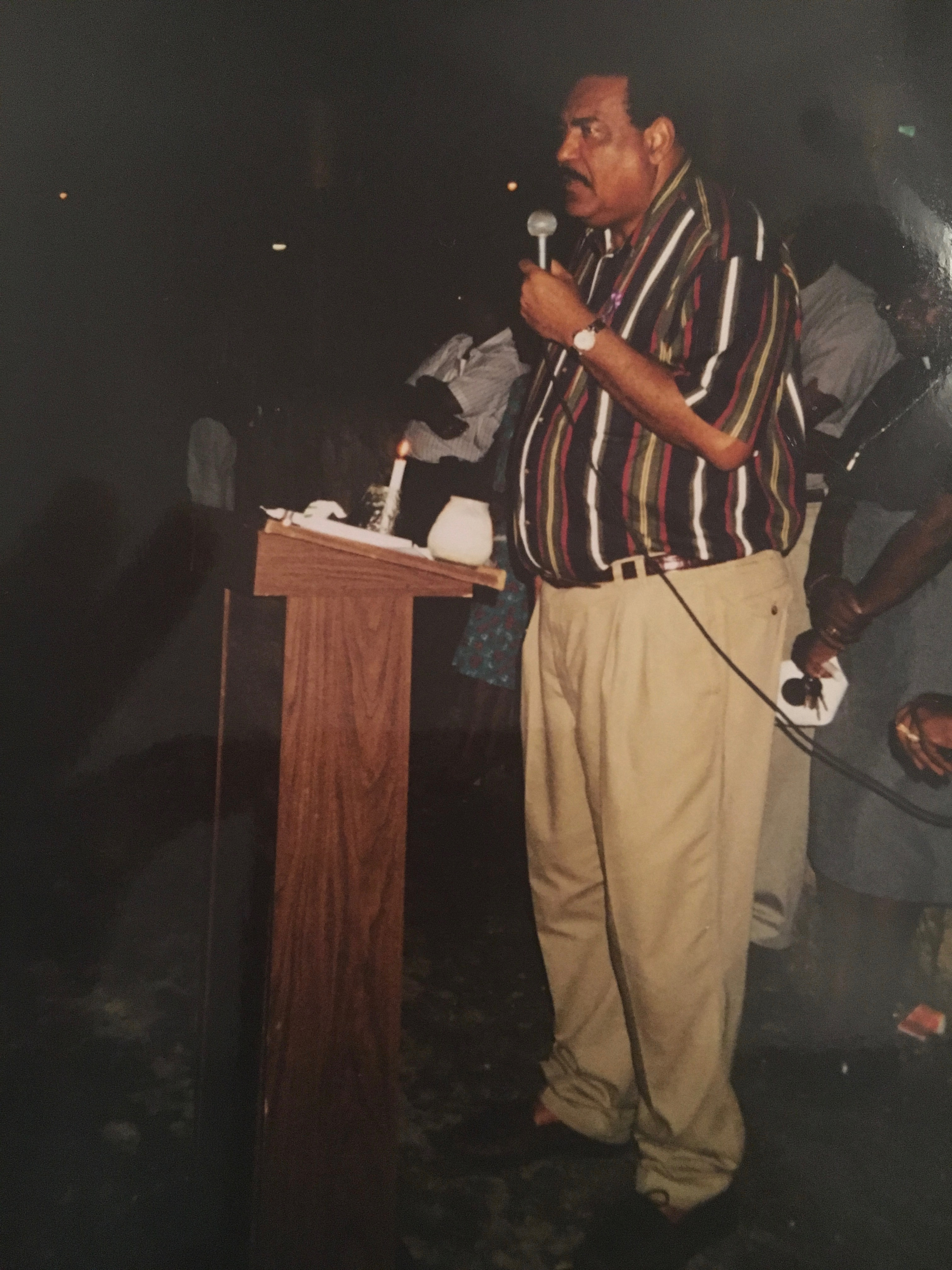
Lester Bird, 2016

Sir Lester Bryant Bird (* 21. Februar 1938 in New York City; † 9. August 2021) war ein antiguanischer Politiker. Von 1994 bis 2004 war er Premierminister des Landes. Vor seiner politischen Laufbahn war Bird ein ausgezeichneter Leichtathlet.
Bird war von 1971 bis 1993 Vorsitzender der Antigua Labour Party. Nach dem Rücktritt seines Vaters Vere Cornwall Bird übernahm er am 9. März 1994 von ihm das Amt des Premierministers.
Bei den Parlamentswahlen 1994 und 1999 wurde er in seinem Amt bestätigt. Bei den Wahlen im März 2004 verlor seine Partei acht Sitze und die United Progressive Party wurde stärkste Fraktion. Am 24. März 2004 wurde Baldwin Spencer zu Birds Nachfolger gewählt.
2014 wurde er als Knight Companion des Order of the National Hero geadelt.